# Rainer Poser

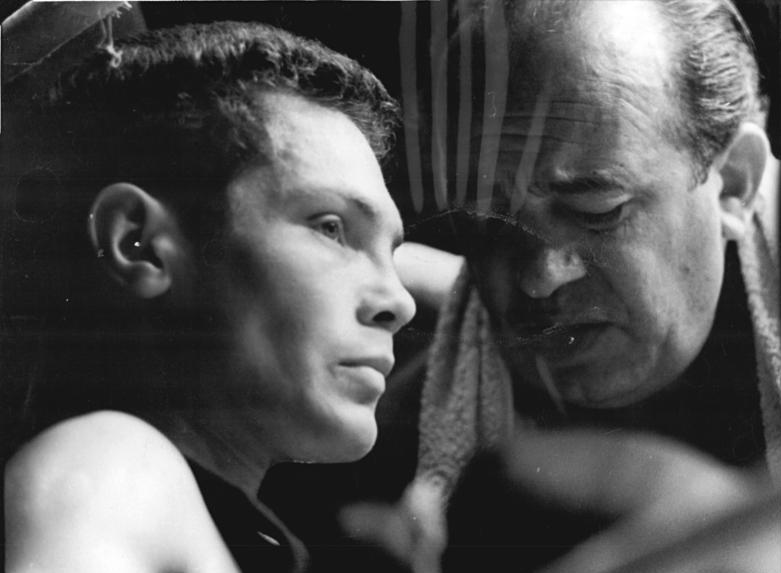
Rainer Poser und sein Betreuer Erich Sonneberg 1964

Rainer Poser (* 14. Mai 1941 in Torgau) ist ein ehemaliger deutscher Boxer.

## Werdegang
Rainer Poser wurde auf Grund seiner boxerischen Perspektiven im Juniorenalter zum SC Dynamo Berlin delegiert. Dort entwickelte er sich zu einem hervorragenden Boxer, der bei einer Größe von 1,64 Metern immer im Bantamgewicht, der Gewichtsklasse bis 54 kg Körpergewicht startete.
Im Jahre 1961 belegte er bei der DDR-Meisterschaft in dieser Gewichtsklasse den 2. Platz durch eine Niederlage im Endkampf gegen Robert Büchner vom SC Dynamo Magdeburg. Er wurde in diesem Jahr aber trotzdem bei der Europameisterschaft in Belgrad eingesetzt, unterlag dort aber gegen den erfahrenen Schweizer Fritz Chervet im Achtelfinale nach Punkten und kam deswegen nur auf den 9. Platz.
1962 zeigte er sich bei der Meisterschaft der Schutz- und Sicherheitsorgane der damaligen sozialistischen Länder in Łódź stark verbessert und erreichte den Endkampf, in dem er gegen Artur Olech aus Polen umstritten mit 2:3 Richterstimmen unterlag.
1963 gewann Rainer Poser mit einem Sieg über Horst Schlink vom SC Traktor Schwerin erstmals den DDR-Meistertitel im Bantamgewicht. Bei der Europameisterschaft in Moskau siegte er über Ken Buchanan aus Schottland und Michailo Milzew aus Bulgarien und stand damit im Halbfinale dem damals vielleicht besten Bantamgewichtsboxer der Welt Oleg Grigorjewitsch Grigorjew aus der UdSSR gegenüber, gegen den er nach Punkten unterlag. Er gewann damit aber eine EM-Bronzemedaille.

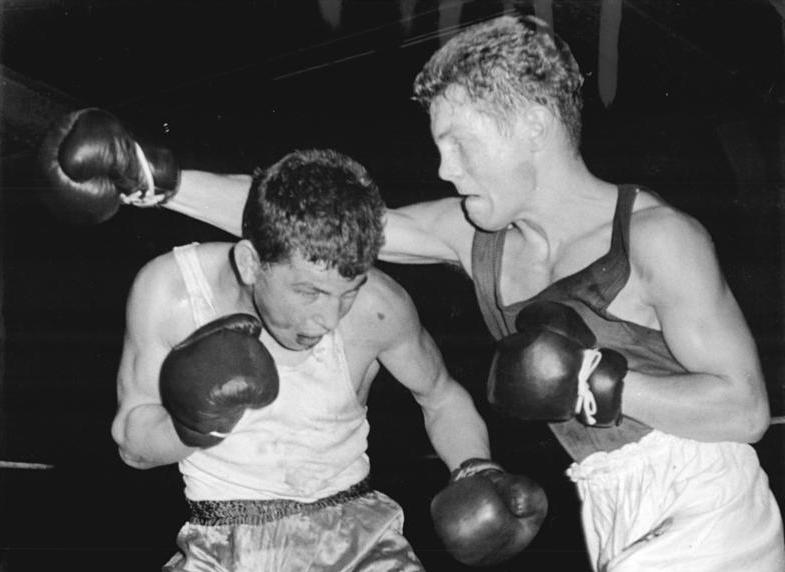
Rainer Poser (rechts) beim Länderkampf der B-Staffeln 1964

Mit einem weiteren Sieg über Horst Schlink wurde Rainer Poser 1964 erneut DDR-Meister. Er setzte sich anschließend auch in der Ausscheidung um einen Startplatz in der gesamtdeutschen Olympiamannschaft gegen Günter Geisler aus Rünthe in Westfalen und gegen Werner Purser vom SC Stahl Riesa durch und konnte deshalb bei den Olympischen Spielen in Tokio an den Start gehen. In Tokio traf er in seinem ersten Kampf auf seinen Angstgegner Brunon Bendig aus Polen, gegen den er schon vorher in drei Länderkämpfen verloren hatte. Auch diesmal zog er gegen Bendig den kürzeren und unterlag diesem knapp mit 2:3 Richterstimmen nach Punkten.
1965 fanden die Europameisterschaften in Berlin (Ost) statt. Rainer Poser war dort wieder im Bantamgewicht am Start. Er siegte im Achtelfinale über Montibeller aus Österreich durch techn. KO in der 1. Runde, unterlag aber im Viertelfinale gegen Niculae Giju aus Rumänien und kam damit auf den 5. Platz.
Im Anschluss an diese Meisterschaften wurde Rainer Poser von Verbandsfunktionären stark kritisiert, weil er in Tokio und in Berlin keine Medaillen gewonnen hatte. Es sollte verpflichtet werden, das Training zu verschärfen und im privaten Bereich für weniger Ablenkung zu sorgen. Er weigerte sich, diese Verpflichtungserklärung zu unterzeichnen, und wurde daraufhin aus der Nationalmannschaft der Boxer verbannt. Er konnte aber 1966 noch einmal als "Dynamo"-Boxer bei der DDR-Meisterschaft an den Start gehen und sich mit einem Sieg über Edwin Fielitz vom ASK Vorwärts Frankfurt (Oder) seinen dritten Meistertitel sichern. 
Danach verließ er die Schutz- u. Sicherheitsorgane und nahm ein Studium an der DHfK in Leipzig auf. Ohne Unterstützung und mehr oder weniger auf sich alleine gestellt schaffte er es dann in den Jahren 1967 und 1968 trotzdem, noch zwei weitere Male DDR-Meister im Federgewicht zu werden. 1967 besiegte er dabei im Finale Bernd Drgalla vom SC Dynamo Berlin und 1968 Kurt Bollow vom SC Traktor Schwerin. In die Nationalmannschaft wurde er aber nicht mehr aufgenommen.

## Internationale Erfolge
| Jahr | Platz | Wettbewerb                                                                   | Gewichtsklasse | |
| 1961 | 9.    | EM in Belgrad                                                                | Bantam         | nach einer Punktniederlage im Achtelfinale gegen Fritz Chervet, Schweiz                                                                          |
| 1962 | 2.    | 3. Meisterschaften der Schutz- u. Sicherheitsorgane der soz. Staaten in Łódź | Bantam         | nach einer Punktniederlage im Finale gegen Artur Olech, Polen                                                                                    |
| 1963 | 3.    | EM in Moskau                                                                 | Bantam         | mit Punktsiegen über Ken Buchanan, Schottland u. Michailo Milzew, Bulgarien und einer Punktniederlage gegen Oleg Grigorjewitsch Grigorjew, UdSSR |
| 1964 | 17.   | OS in Tokio                                                                  | Bantam         | nach einer Punktniederlage in der Runde der letzten "32" gegen Brunon Bendig, Polen (2:3)                                                        |
| 1965 | 5.    | EM in Berlin (Ost)                                                           | Bantam         | nach einem t.KO.Sieg i.d. 1. Runde über Montibeller, Österreich u. einer Punktniederlage gegen Niculae Giju, Rumänien                            |

## Länderkämpfe
| Jahr | Ort       | Begegnung           | Ergebnis |                                           |
| 1960 | Danzig    | Polen gegen DDR     | Bantam   | Punktniederlage gegen Brunon Bendig       |
| 1962 | Erfurt    | DDR gegen Bulgarien | Bantam   | Punktniederlage gegen Michailo Milzew     |
| 1962 | Berlin    | DDR gegen Rumänien  | Bantam   | Punktsieger über Niculae Mindreanu        |
| 1962 | Wrocław   | Polen gegen DDR     | Bantam   | Punktniederlage gegen Brunon Bendig (0:3) |
| 1962 | Nowa Huta | Polen gegen DDR     | Bantam   | Punktsieger über Leszek Karys (3:0)       |
| 1963 | Poznań    | Polen gegen DDR     | Bantam   | Punktniederlage gegen Brunon Bendig (0:3) |
| 1964 | Berlin    | DDR gegen Bulgarien | Bantam   | Punktniederlage gegen Michailo Milzew     |
| 1965 | Leipzig   | DDR gegen Bulgarien | Bantam   | Punktsieger über Michailo Milzew          |
| 1965 | Berlin    | DDR gegen Rumänien  | Bantam   | Punktsieger über Niculae Mindreanu        |

## DDR-Meisterschaften
| Jahr | Platz | Gewichtsklasse | Ergebnis                                                           |
| 1961 | 2.    | Bantam         | Niederlage im Finale gegen Robert Büchner, SC Dynamo Magdeburg     |
| 1963 | 1.    | Bantam         | Sieger im Finale über Horst Schlink, SC Traktor Schwerin           |
| 1964 | 1.    | Bantam         | Sieger im Finale über Horst Schlink                                |
| 1966 | 1.    | Bantam         | Sieger im Finale über Edwin Fielitz, ASK Vorwärts Frankfurt (Oder) |
| 1967 | 1.    | Feder          | Sieger im Finale über Bernd Drgalla, SC Dynamo Berlin              |
| 1968 | 1.    | Feder          | Sieger im Finale über Kurt Bollow, SC Traktor Schwerin             |

Anmerkungen: OS = Olympische Spiele, EM = Europameisterschaft, Bantamgewicht, bis 54 kg, Federgewicht, bis 57 kg Körpergewicht